# Marsilly (Moselle)
Marsilly település Franciaországban, Moselle megyében. Lakosainak száma 585 fő (2022. január 1.). Marsilly Ars-Laquenexy, Coincy, Laquenexy, Colligny-Maizery és Ogy-Montoy-Flanville községekkel határos.

## Népesség
A település népességének változása:
| Lakosok száma | 39   | 193  | 283  | 422  | 529  | 536  | 579  | 598  | 594  | 585  |
|               | 1968 | 1982 | 1990 | 2006 | 2013 | 2015 | 2017 | 2019 | 2020 | 2022 |